# Jagjaguwar
Jagjaguwar es una compañía discográfica independiente estadounidense fundada en 1996 por el productor Darius Van Arman, Ha recibido varios premios y nominaciones, a pesar de ser una discográfica independiente, de parte de la mayoría de sus artistas afiliados.
La discográfica distribuye varios géneros musicales, pero principalmente rock y artistas de culto.

## Algunos artistas de la discográfica
- Angel Olsen
- Dinosaur Jr.
- Julie Doiron
- Lightning Dust
- Sharon Van Etten
- Unknown Mortal Orchestra
- Women